# Rémi Ochlik
Rémi Ochlik (16. října 1983 Thionville, Francie – 22. února 2012 Homs, Sýrie) byl francouzský fotožurnalista a fotograf známý svými fotografiemi válečných scén a násilných konfliktů. Byl zabit během únorového bombardování Homsu během Syrské revoluce v roce 2012.

## Život a dílo
Narodil se 16. října 1983 v Thionville v departmentu Moselle v regionu Lorraine v severovýchodní Francii. Jako malý chlapec měl ambice stát se archeologem, protože chtěl cestovat a prožívat dobrodružství. Nicméně poté, co od svého dědečka dostal fotoaparát Olympus OM1, probudil se v něm zájem o fotografii. Fotografii studoval v Paříži a pak na Icart Photo School. Po studiích v září 2002 začal pracovat pro fotografickou agenturu Wostok a začal fotografovat demonstrace.
Důležitý průlom přišel po návštěvě občanských nepokojů na Haiti během prezidentských voleb v roce 2004. O Haiti řekl:
| „ | Byla to moje válka, myslel jsem si. Když jsem viděl, co se děje na Haiti, okamžitě jsem se sám sebe ptal, co tam dělám. Chlapíci se zbraněmi mě vozili na motocyklech. Cítil jsem nebezpečí, ale to byl můj sen, vždycky jsem snil o dobrodružství. | “ |

Jeho fotografie koupil za 2000 euro časopis Choc a snímky občanských nepokojů vyhrály cenu pro mladé reportéry Prix François-Chalais a byly promítány na mezinárodním fotožurnalistickém festivalu Visa pour l’Image International Photojournalism Festival na základě doporučení editora Paris Match. Založil pařížskou fotografickou agenturu IP3 Press v roce 2005, dokumentoval francouzskou prezidentskou kampaň v roce 2007, mezi jinými fotografoval významné osobnosti jako jsou François Bayrou, Ségolène Royal nebo Nicolas Sarkozy. V roce 2008 také dokumentoval události v Kongu a v roce 2010 se znovu vydal na Haiti, tentokrát fotografovat epidemii cholery.
Velmi dobře známé jsou jeho snímky revolučních událostí Arabského jara z období 2011–2012, na kterých zachytil momenty v Tunisu, Egyptu, a Libyi v roce 2011. V témže roce jeho tři snímky Arabského jara “The Fall of Tripoli”, “Egypt Tahir Square” a “The Jasmine Revolution” obdržely cenu Grand Prix Jean-Louis Calderon a vyhrál také první cenu World Press Photo 2012 v kategorii General News za sérii snímků protestů v Libyi s názvem Battle for Libya. Guillaume Clavières, zkušený fotoeditor Paris Match, o něm prohlásil:
| „ | Rémi je jedním z nejtalentovanějších mladých fotografů své generace. Motivovaný, nadšený, zvědavý a brilantní. Je schopen přecházet z jednoho obtížného zpravodajského tématu na druhé méně dramatické téma ve stejné fotografické kvalitě. Budoucnost je jeho. | “ |

Jeho fotografie se objevily v mnoha významných časopisech.
Byl zabit v syrském městě Homs při bombardování provizorního mediálního centra během Syrské revoluce, spolu s ním zahynula i americká novinářka Marie Colvinová.

## Ocenění
- Prix François-Chalais
- 2012: World Press Photo – General News